# الفرسان الثلاثة (فلم 1941)
الفرسان الثلاثة فيلم مصري من إنتاج عام  1941، بطولة فوزي الجزايرلي وعقيلة راتب وإحسان الجزايرلي إخراج توجو مزراحي.

## قصة الفيلم
الفرسان الثلاثة بحبح الفهلوي (فوزي الجزايرلي) وشيحه (بشارة واكيم) وسنقر (حسين المليجي) محررين بقلم التحريات بمجلة الفضيلة، التي تشترط في موظفيها أن يكونوا غير متزوجين. بحبح افندي يخفي عن زملاءه في الجريدة أنه متزوج من ام أحمد (إحسان الجزايرلي) ابنة عمه، ويخفي عنها شرط الجريدة. ولأنهم مجتهدون في عملهم فقد منحهم رئيس التحرير فؤاد بيه (ألفريد حداد) مكافأة 15 جنيه و 15 يوم أجازة، واتفقوا على قضاء الأجازة بفندق أموزيس بحلوان حيث المياه الكبريتية، ولكن بحبح اعترض في البداية ثم اضطر للموافقة حتى لايفهموا أنه متزوج. ادعى بحبح أنه مريض وأحضر له صديقه جنجل (أحمد الحداد) الواد كاتب المحامي دعبس (علي عبد العال) على أنه طبيب، وكشف عليه وقال لأم أحمد أنه لابد من ذهابه إلى حلوان لقضاء أجازه هناك وحده. كان أبو زيد (محمد الديب) شقيق بحبح يحب حسنية (عقيلة راتب) ولكن عمها عامر بيه (فؤاد شفيق) تاجر الأسلحة رفضه. عانى عامر بيه من ضائقة مالية، فأخذ حسنيه وذهب إلى فندق أموزيس لإصطياد عريس غني لها، وذهب أبو زيد وراءهم. سمع عامر بيه الفرسان الثلاثة يتحدثون عن آخر الأخبار ويذكرون مبلغ 150 ألف جنيه فظن أن بحبح افندي يمتلك ذلك المبلغ، فطلب من حسنيه الإيقاع به زوجا ليخرجهم من ضائقتهم المالية، فتعرفت عليه وتقربت إليه، وصارحته بحبها له، ثم تدخل عمها وورطه في الزواج بها.مرضت عيوشه (فردوس محمد) عمة بحبح وحماته، ونصحها الطبيب (حسن راشد) بالذهاب إلى حلوان للإستشفاء، فاصطحبت ابنتها ام أحمد وذهبت إلى فندق أموزيس. حاول الفرسان الثلاثة الخلاص من ورطة زواج بحبح بحسنية دون جدوى واضطروا لمهاودة عامر بيه خوفا من أسلحته، حتى يتمكنوا من الهرب، ولكن وصول عمته عيوشه وأم أحمد حال دون هروبهم. قدم بحبح لعمته صديقه شيحه على أنه طبيبه فطلبت منه الكشف عليها، والذي اعجب بها وفكر في الزواج بها سراً. حاول جنجل مساعدة صديقه بحبح في التخلص من حسنية، بأن جعل سنقر يغازلها حتى تتحول إليه ولكن الخطة فشلت أخبر عامر بيه عيوشه بأن ابنته حسنيه سوف تتزوج ابن أخيها فظنت انه يقصد ابن أخيها أبو زيد. حضر فؤاد بيه مدير المجلة وأخبر الجميع ان مجلس الإدارة قرر إلغاء شرط العزوبيه وانه شخصيا تزوج، ففرح شيحه وأعلن زواجه من عيوشه وانتقى سنقر إحدى رواد الفندق وأعلن انه سيتزوجها، واكتشف عامر بيه ان بحبح موظف بسيط فطارده بالمسدس، بينما تزوجت حسنيه من أبو زيد.

## فريق العمل
إخراج وإنتاج: توجو مزراحي
تأليف:
- توجو مزراحي
- بديع خيري

بطولة:
- فوزي الجزايرلي (بحبح)
- عقيلة راتب (حسنية)
- إحسان الجزايرلي (ام أحمد)
- بشارة واكيم (شيحه)
- فردوس محمد (عيوشه)
- محمد الديب (أبو زيد)
- حسين المليجي (سنقر)
- فؤاد شفيق (عامر بيه)
- أحمد الحداد (جنجل)

## روابط خارجية
- مقالات تستعمل روابط فنية بلا صلة مع ويكي بيانات